# Pavao Sučić
Matija Pavao Sučić od Pačira (Subotica, 11. siječnja 1767. – Đakovo, 13. travnja 1834.), bački hrvatski svećenik te biskup Bosansko-srijemske biskupije sa sjedištem u Đakovu (1831. – 1834.). Jedan je od najvećih bibliografa svojeg doba, a poznat je i kao pisac govora i propovijedi.

## Životopis
Matija Pavao Sučić rođen je u Subotici, 11. siječnja 1767. godine, u plemenitaškoj obitelji Sučić. Potomak je ugledne obitelji gradskih kapetana s kraja 17. i početka 18. stoljeća, a pripadao je ogranku Sučići Pačirski. Za svećenika je zaređen 17. siječnja 1790.
Bio je župnikom u Bukinu, a od 21. listopada 1804. župničku službu je obnašao sjevernije, u Subotici (Katedrala sv. Terezije Avilske u Subotici) i u Kalači. Godine 1822., zajedno s Jurjem Haulikom, bio je jedan od dvojice tajnika Ugarske crkvene sinode u Požunu (danas Bratislava).
25. svibnja 1827. imenovan je za biskupa u Stolnom Biogradu (Stolnogradska biskupija) te potvrđen 28. siječnja sljedeće godine. 23. ožujka 1828. godine je i konačno posvećen za stolnogradskog biskupa. Kasnije odlazi u Hrvatsku gdje je 14. siječnja 1830. imenovan za biskupa Bosansko-srijemske biskupije sa sjedištem u Đakovu (1831. – 1834.). 28. veljače 1831. godine je potvrđen na tom mjestu. U biskupiji je utemeljio zakladu iz čijih se sredstava pomoglo školovanje darovitih učenika, među kojima je bio i Josip Juraj Strossmayer.
Pavao Sučić je umro u Đakovu, 13. travnja 1834. godine. Na mjestu biskupa naslijedio ga je Josip Kuković. Gradska knjižnica u Subotici čuva dio njegove bogate knjižnice.